# Toshihiko Izutsu
Ne doit pas être confondu avec Izutsu.
Toshihiko Izutsu (井筒 俊彦, Izutsu Toshihiko), 4 mai 1914 et mort le 1er juillet 1993, est un arabisant et iranisant, islamologue, linguiste et philosophe japonais.
Spécialiste de l'islam, et très bon connaisseur du bouddhisme, il a été professeur à l'Institut d'Études culturelles et de linguistique de l'Université Keio à Tokyo, à l'Iranian Research Institute of Philosophy de Téhéran et à l'Université McGill à Montréal.

## Biographie

### Origine et formation
Toshihiko Izutsu est le fils d'un producteur aisé de pommade, qui était aussi calligraphe et qui était un maître du bouddhisme zen. Très tôt, l'enfant Toshihiko pratiqua zazen et étudia les kōan avec son père, lisant également des livres sur le bouddhisme,. Plus tard, alors qu'il fréquentait l'école secondaire Aoyama-Gakuin (Tokyô), il entra en contact avec le christianisme, dont il se détourna bientôt pour étudier la philosophie avec Kitarō Nishida.
En avril 1931, il se fit enregistrer à l'université Keiō, tout d'abord dans la faculté d'économie, puis dans celle de littérature anglaise. Il étudia alors avec le professeur Junzaburō Nishiwaki. Après avoir réussi ses examens en 1934, il obtint un poste d'assistant en 1937.
Afin de pouvoir lire l'Ancien Testament, il avait commencé à apprendre l'hébreu. À partir d'un manuel en allemand, il acquit également les bases de l'arabe, en même temps qu'il apprenait le russe, le grec ancien et le latin. Finalement, il apprit plus de dix langues par lui-même. Plus tard, ses connaissances allaient s'étendre à vingt langues (trente selon certains), dont le persan, le sanskrit et le pali et le chinois,,.

### Carrière académique
Pendant la Seconde Guerre mondiale, ses connaissances lui permirent de servir dans l'armée comme interprète pour l'arabe et les langues d'Asie centrale. Il fut actif au sein du Kaikyōken Kenkyūshō (Institut du monde islamique), et, à partir de 1942, au Tōa Kenkyūshō  (Institut du Proche-Orient).
Après la guerre, en 1945, Izutsu est nommé à la tête du département d'études arabes de l'université Keiō. En 1950, il devint professeur assistant de linguistique de cette université, puis, en 1954, titulaire de la chaire de philosophie du langage. Il obtint aussi la chaire de philosophie islamique en 1962. En 1957, il publia la première traduction du Coran en japonais.

#### Canada - Iran - Japon
En 1959, il obtint une bourse Rockefeller Fellow et il se rendit en Égypte (où il rencontra entre autres Rashid Rida), puis au Liban où il resta jusqu'en 1961. À partir de 1962, Il est invité au Canada par Wilfred Cantwell Smith (en), et il intervient à plusieurs reprises comme professeur invité à l'université McGill à Montréal, jusqu'en 1969. Cette année-là, il est nommé professeur de philosophie islamique dans cette université. Ce sera l'occasion de faire la connaissance d'érudits tels que Seyyed Hossein Nasr et Hermann Landolt (en). En 1972, il se rendit à Téhéran pour enseigner dans l'institut de l'université McGill installé dans cette ville, et à la fin 1974, il quitta cette université, à l'invitation de Seyyed Hossein Nasr pour se rendre à Téhéran. Il y fréquenta des chercheurs comme Mohammed Arkoun et Henry Corbin ou encore Sayyed Jalal-ed-Din Ashtiani (en) et officia comme professeur de philosophie orientale comparée à l'Académie iranienne impériale de philosophie.
Il quitta le pays à la veille de la révolution iranienne de 1979 et retourna au Japon où il fut nommé professeur émérite par l'université Keiō en 1981. En 1982, il fut récompensé par le prix Asahi pour ses études et ses recherches en sciences islamiques et en religions comparées.
Il continua alors à publier différents livres. Il est décédé à son domicile le 7 janvier 1993.

## Champs d'étude

### Le Coran

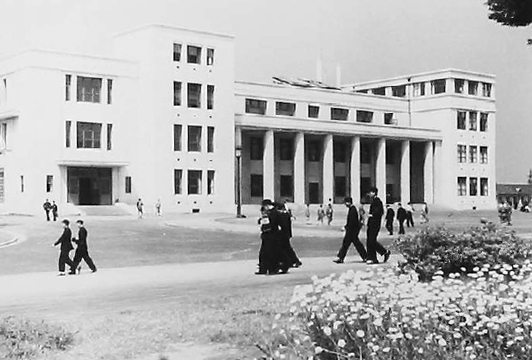
Le campus 01 de l'Université Keio Hiyoshi vers 1940.

En ce qui concerne l'islam, Izutsu a été en quelque sorte un pionnier de cette thématique dans son pays, puisqu'il fut le premier chercheur japonais à utiliser des sources arabes. En outre, il a rapidement gagné une stature internationale, alors qu'il restait peu connu au Japon. Izutsu a commencé par travailler sur la question du Coran. Une de ses publications majeures a été, en 1959, The Structure of the Ethical Terms in the Koran; A Study in Semantics. En ce sens, il diffère passablement de ses collègues orientalistes qui, en général, vont étudier à l'étranger et, de retour au Japon, publient en japonais; Izutsu, lui, a étudié au Japon et a écrit un ouvrage majeur directement en anglais,. Si l'on ajoute à The Structure of the Ethical Terms in the Koran l'ouvrage God and Man in the Koran, Semantics of the Koranic Weltanschauung (1964), l'on obtient deux livres qui ont fait date dans le domaine des études coraniques et ont été traduits dans de nombreuses langues, telles que l'arabe, le persan et le turc.
En Occident, les grands travaux sur le Coran sont souvent historiques, portant sur les chroniques et les commentaires musulmans ou sur les sources préislamiques chrétiennes et juives ; du côté des chercheurs musulmans, on a en général des ouvrages d'exégèse, souvent verset par verset. Izutsu amène les études coraniques dans une nouvelle direction : s'appuyant sur une méthodologie solide, il considère le Coran comme un texte fermé, et il essaie d'en montrer la Weltanschauung en analysant les liens et les connexions de ses mots clés. Cette approche a eu une influence considérable sur la recherche, tant dans le monde musulman qu'en Occident.

### Soufisme et taoïsme
Après son installation à l'université McGill, il s'est particulièrement intéressé à Ibn Arabi ainsi qu'à la question du wahdat al-wujûd (« unicité de l'être »). Son ouvrage majeur dans ce domaine est Sufism and Taoism: A Comparative Study of Key Philosophical Concepts, une comparaison de concepts métaphysiques dans l'œuvre d'Ibn Arabi et dans celles de Lao-Tseu et Tchouang-Tseu. Il note en ouverture de l'ouvrage : « À cette époque, je prenais conscience que j'entrais progressivement dans une nouvelle phase de ma vie intellectuelle, fondée sur une série d'études comparatives, rigoureusement philologiques, des termes clés de diverses traditions philosophiques du Proche, Moyen et Extrême-Orient. Le présent ouvrage est le tout premier produit de mes efforts dans ce sens. »
Dans cette étude (qualifiée de « passionnante » par Vincent Monteil), il essaie de montrer que la doctrine mystique du taoïsme et le soufisme d'Ibn Arabî ont une base commune, les deux doctrines étant axées sur deux pôles communs: l'Absolu pour le premier, l'Homme Parfait pour le second.

### Bouddhisme
Izutsu a également a laissé plusieurs études sur le zen et sur la philosophie bouddhiste du zen. Ces thèmes ont été souvent abordés à l'occasion de sa participation aux rencontres du Cercle Eranos à Ascona (Suisse). Douze de ses contributions à ces réunions d'intellectuels d'Occident et d'Orient ont été publiées en 2008. Ces conférences s'échelonnent de 1967 à 1982 et portent essentiellement sur le bouddhisme, mais aussi sur l'art, le confucianisme ou encore le Yi Jing. Quatre d'entre elles avaient déjà été reprises dans Toward a Philosophy of Zen Buddhism (1977).
Dans cet ouvrage, Izutsu note que le bouddhisme zen a des possibilités très claires de développement philosophique, qui se basent sur le fait que, comme toute philosophie, le zen part d'une réflexion sur l'expérience des sens, et qu'il est donc un empirisme. Toutefois, il a une conception particulière de cette expérience, dans la mesure où la sensation et la perception, dans l'expérience zen débouche sur un niveau différent de la perception débouchant sur une expérience cognitive « normale ». Et une telle expérience de connaissance (noétique) produit une ontologie spécifique. Et c'est là un des principaux points qu'Izutsu examine dans les essais qui constituent ce livre.
Il précise que la « philosophie du zen » mentionnée dans le titre de son livre renvoie à cette élaboration philosophique de l'expérience zen, et pas une pensée philosophie établie et définitive qu'il s'agirait de présenter (le zen étant aux antipodes d'une pensée philosophique systématique). Ce qu'lzutsu veut, c'est examiner « le potentiel philosophique caché dans l'expérience zen de la réalité ». Car il s'agit dans le zen de voir la vérité dans un acte de réalisation spirituelle, libéré de tout lien avec la pensée. Le zen a une aversion profonde pour une approche rationnelle de l'expérience. Il ouvre en fait sur le silence, qui est au-delà de la pensée et des mots. Et ce silence est l'unicité métaphysique (« metaphysical Oneness ») de la réalité, avant qu'elle ne se trouve « articulée » en une myriade de formes. Il s'agit, au fond, pour l'être humain de « voir le Visage qu'il avait avant la naissance de ses parents »,.
Toutefois, précise Izutsu, le silence du zen est chargé de mots et le langage émerge de ce silence. Autrement dit, la non-articulation (unicité) primordiale s'articule elle-même et débouche sur la dimension du langage. Et c'est cette articulation de la réalité qui est, dit Izutsu, au cœur même de son livre : quel est le langage qui émerge directement du silence? 

### Autres travaux
Izutsu a aussi abordé des domaines tels que le concept d'homme en Russie au XIXe siècle. Il a développé un essai de méta-philosophie de science des religions comparées, qui reposait sur les études linguistiques des métaphysiciens classiques, dans la même veine que l'essai de Leibniz d'une Philosophia perennis. Son travail peut être comparé avec celui d'Aldous Huxley paru sous ce même titre (et influencé par Jiddu Krishnamurti et Swami Prabhavananda (en)).

## Principaux ouvrages
- (en) Ethico-Religious Concepts in the Qur'an, Montréal, McGill-Queen's University Press, 2002 (1re éd. 1959), 284 p. (ISBN 978-0-773-52427-9, présentation en ligne)Titre original de l'éd. 1959: The Structure of the Ethical Terms in the Koran; A Study in Semantics
- (en) God and Man in the Quran. Semantics of the Qur'anic Weltanschauung, Ayer Co Pub, 1980 (1re éd. 1964), 292 p. (ISBN 978-0-836-99262-5, présentation en ligne)
- (en) Toward a Philosophy of Zen Buddhism, Boulder (CO), Prajna Press, 1982 (1re éd. 1977), xii + 259 (ISBN 978-1-570-62698-2)
- (en) The Fundamental Structure of Sabzawari's (sic) Metaphysics, McGill University / Institute of Islamic Studies, Teheran Branch, 1969, 152 p.
- (en) The Metaphysics of Sabzavârî (en)  (trad. de l'arabe par Mehdi Mohaghegh et Toshihiko Izutszu, introd. par T. Izutsu), Delmar, New York, Caravan Books, coll. « Wisdom of Persia » (no X), 1977, x, 235 p. (ISBN 0-882-06011-2, lire en ligne)
- (en) The Concept of Belief in Islamic Theology. A semantic Analysis of Imân and Islâm, The Other Press, 2006 (1re éd. 1980), 319 p.
- (en) Sufism and Taoism. A Comparative Study of Key Philosophical Concepts, Berkeley, University of California Press, 1983 (revised edition) (1re éd. 1966, vol. I / 1967, vol. II), 493 p. (ISBN 978-0-520-29247-5, présentation en ligne)
- (en) Creation and the Timeless Order of Things: Essays in Islamic Mystical Philosophy, Ashland (OR), White Cloud Press, 1994, 190 p. (ISBN 978-1-883-99104-3, lire en ligne)
- (en) Concept and Reality of Existence, Islamic Book Trust, 2009 (1re éd. 1971), 242 p. (ISBN 978-9-839-15481-8, lire en ligne)
- (en) (avec Toyo Izutsu), The Theory of Beauty in the Classical Aesthetics of Japan, Springer, 2013 (1re éd. 1981), 180 p. (ISBN 978-9-048-18261-9, lire en ligne)
- (en) The Structure of Oriental Philosophy: Collected Papers of the Eranos Conference, vol. I, Tokyo, Keio University Press Inc., coll. « The Izutsu Library Series on Oriental Philosophy » (no 4), 2008, 180 p. (ISBN 978-4-766-41540-7, lire en ligne)
- (en) The Structure of Oriental Philosophy: Collected Papers of the Eranos Conference  (postface Yoshitsugu Sawai, « Izutsu's Creative "Reading": Of Oriental Thought and its Development », p. 213-223), vol. II, Tokyo, Keio University Press Inc., coll. « The Izutsu Library Series on Oriental Philosophy » (no 4), 2008, 180 p. (ISBN 978-4-766-41541-4, lire en ligne)

### Traductions en français
- Le Kôan zen. Essai sur le bouddhisme zen  (trad. par Guy Régnier; adapté par Roger Munier, Trois essais traduits de Toward a Philosophy of Zen Buddhism), Paris, Fayard, coll. « Espace intérieur », 163 p. (ISBN 2-213-00618-0)
- Unicité de l'existence et création perpétuelle en mystique islamique [« Creation and the Timeless Order of Things: Essays in Islamic Mystical Philosophy »]  (trad. par Marie-Charlotte Grandry, Essai composé des textes de deux conférences et de deux articles (1969 - 1973 - 1977)), Paris, Les Deux Océans, 1980, 145 p. (ISBN 978-2-866-81093-1)
- « L'homme intérieur dans le bouddhisme zen », Les Études philosophiques « Philosophies orientales et extrême-orientales », nos 3-4,‎ 1983, p. 425-437 (lire en ligne)